# Bakó Levente
Bakó Levente (Nyíregyháza, 1977. április 12. –) Liszt-díjas magyar trombitaművész, karmester. Magyar Érdemrend Lovagkeresztje címmel kitüntetett művész. Négyszeres Artisjus-díjas, Príma Junior-dijas, Nyíregyháza Város Díszpolgára.

## Életpályája
Zenei tanulmányait Nyíregyházán, az akkori Állami Zeneiskolában kezdte, majd 1991–1995 között a nyíregyházi Művészeti Szakgimnázium Zenetagozatán tanult trombitálni Nagy Gyula irányítása alatt. 10 éves korában különdíjat nyert a LUBIK IMRE Országos Zeneiskolai Versenyen. Ezt követően többször lett első illetve nagydíjas a Kodály Zoltán Általános Iskola (Nyíregyháza) versenyein. 1993-ban második lett az Országos Zeneművészeti Szakközépiskolai Trombitaversenyen (Miskolc).
1995-ben nyert felvételt a Zeneakadémiára, ahol Varasdy Frigyes trombitaművész osztályába került. Zenei tehetsége hamar kibontakozott. Növendék korában, 1996-ban megalapította a ma már világhírű EWALD Rézfúvós Együttest, melynek mai napig is első trombitása és művészeti vezetője. Az Együttes vezetőjeként számos nemzetközi verseny győztesei, kitüntetések, díjak birtokosai. 2004-ben művész barátaival létrehozta a Szatmári Rézfúvós Zenei Fesztivált amelynek művészeti vezetője. 2008-tól művészeti vezetője a Varasdy Frigyes Országos Egyetemi Trombitaversenynek. 2009-től a Szabolcsi Koncert Fúvószenekar művészeti vezetője, karmestere. 1999-től a Danubia Zenekar művésze. 2021-től a Művészeti Szakgimnázium (Nyíregyháza) Zenetagozat zenekari gyakorlat vezető tanára. 2022-től az Egressy Béni Református Művészeti Szakgimnázium (Budapest) Fúvószenekarának karmestere.

## Versenydíjak az Ewald Rézfúvós Együttessel
- Franciaország, Narbonne: I. díj, különdíj (1998)
- Németország, Moers: III. díj (1999)
- Németország, München: II. díj (1999)
- Németország, Passau: II. díj (1999)
- Németország, Bréma: I. díj (2000)
- Dél-Korea, Jeju: I. díj, különdíj (2000)
- Egyesült Államok, Athens: II. díj (2001)
- Németország, Passau: II. díj (2001)
- Németország, München: I. díj (2001)

## Díjak, kitüntetések
- Magyar Szerzői és Jogvédő Intézet: Artisjus-díj (2000)
- Nemzeti Kulturális Örökség Minisztériuma: Liszt Ferenc-díj (2002)
- Magyar Szerzői és Jogvédő Intézet: Artisjus-díj (2003)
- Gramofon – Klasszikus és Jazz című folyóirat: Különdíj (2005)
- Magyar Szerzői és Jogvédő Intézet: Artisjus-díj (2005)
- Junior Prima díj (2008)
- Magyar Szerzői és Jogvédő Intézet: Artisjus-díj (2010)
- A Magyar Érdemrend lovagkeresztje (2014)

•  Nyíregyháza Város Díszpolgára (2018)
• A Nemzeti Arcképcsarnok tagja (2019)

## Lemezek, felvételek az Ewald Rézfúvós Együttessel
- 1999. Nyugat – Német Rádió, Karlsruhe
- 2001. "Chamber Music" (CD1) Grammy Records
- 2002. Magyar Rádió, Budapest
- 2003. Közép-Német Rádió, Lipcse
- 2003. Bajor Rádió, München
- 2003. "Popular Music" (CD2) Allegro Thaler
- 2005. J. Bellon: Négy rézfúvós kvintett (CD3) Hungaroton Records LTD
- 2006. W. Ramsöe Rézfúvós kvartettek (CD4) Hungaroton Records LTD
- 2007. J. Pezel & G. Reiche: Toronyszonáták (CD5) Hungaroton Records LTD
- 2008. J. H. Schein: Chamber Music for Brass (CD6) Hungaroton Records LTD
- 2008. "Popular Music 2." (CD7) Ewald Brass
- 2009. Brass 5 – Magyar kortárs zenei művek (CD8) Hungaroton Records LTD
- 2010. A. Simon: 22 kis induló, Kvártett szonáta formában (CD9) Hungaroton Records LTD
- 2011. Hidas Frigyes művei (CD10) Hungaroton Records LTD

## Kiemelt hangversenyek/Ewald Rézfúvós Együttes
- 1998. Magyar Kulturális Év – Varsó, Lengyelország
- 1998. Nemzetközi Versenygyőztesek Fesztiválja – Guebwiller, Franciaország
- 1999. 50 éves a Kínai-Magyar Diplomácia – Peking, Kína/Zeneakadémia
- 1999. "Swiss Brass Week" – Leukerbad, Svájc
- 2001. Magyar Kulturális Év – Párizs, Franciaország/LOUVRE
- 2002. Nemzetközi Rézfúvós Fesztivál – Jeju, Dél-Korea
- 2003. Nemzetközi Könyvvásár – Zágráb, Horvátország
- 2003. "Magyar Magic" – London, Anglia/WALLACE COLLECTION
- 2004. Magyar Kulturális Napok – Salzburg, Ausztria
- 2005. Magyar Kulturális Év – Szentpétervár és Moszkva, Oroszország/FILHARMÓNIA
- 2009. Magyar Kulturális Év – New York, USA/CARNEGIE HALL, JULLIARD EGYETEM
- 2010. Ázsiai Turné: Peking, Szöul, Taipei
- 2011. Arab Emirátusok Turné
- 2014. Fehéroroszország – Minsk
- 2015. Kuwait – Kuwait City